# Emmanuel Franck Biya
Pour les articles homonymes, voir Biya.
Emmanuel Franck Olivier Biya, né le 21 août 1971 à Yaoundé au Cameroun, est un homme d'affaires et entrepreneur camerounais. Il est le fils aîné du président Paul Biya.

## Biographie

### Enfance, formations et débuts
Emmanuel Franck Biya suit sa scolarité au Cameroun. Il étudie ensuite à l'Université de Californie du Sud (USC) de 1989 à 1994, où il obtient un Bachelor double cursus en sciences politiques et en économie. Il effectue ensuite un stage de formation au sein de la Banque des États de l'Afrique centrale (BEAC) à Yaoundé, qui porte sur la régulation monétaire des banques commerciales en Afrique centrale.

### Carrière
De 1997 à 2004, Emmanuel Franck Biya devient partenaire de l'entreprise d'exploitation forestière I.N.G.F.. L'entreprise fera par ailleurs l'objet de critiques en 2003 pour abattage d'arbres en zone hors-limites de concession forestière. En cause, un périmètre de zone d'abattage mal légiféré. En 2004, il fonde la société d'investissement Venture Capital plc. Dans le cadre du sauvetage de Camtel, l'une de ses sociétés financières rachète des titres de créances Camtel en 2005 puis les revend avec plus-value en 2006 au gouvernement. Des associations dénoncent une opération d'enrichissement sur le denier public, des accusations auxquelles aucun tribunal ne donna suite.
Lors de l'élection présidentielle de 2011, il apparaît régulièrement dans les meetings politiques de son père. Il est pressenti comme candidat à l'élection présidentielle de 2018 mais ne se présente pas. 
En 2021, de multiples articles de presse parlent de groupes qui le promeuvent comme potentiel remplaçant de son père à la tête du Cameroun.
En novembre 2023, Emmanuel Franck Biya, participe à une réunion du RDPC de France qui apporte son soutien au candidat naturel de ce parti à l'élection présidentielle de 2025,.
En septembre 2024, il est présent, en compagnie de son demi-frère Franck Hertz, dans la délégation camerounaise présente en Chine, au sommet Chine Afrique  à Beijing. Il participe aux audiences accordées aux opérateurs économiques chinois actif dans l'écosystème économique du Cameroun.

## Vie privée
Emmanuel Franck Biya est le fils aîné de Paul Biya et de Jeanne-Irène Biya, défunte épouse du président camerounais. Il est marié et père de quatre enfants.